# Cymodocea angustata
Cymodocea angustata là một loài thực vật có hoa trong họ Cymodoceaceae. Loài này được Ostenf. mô tả khoa học đầu tiên năm 1916.